# Ґабріеле Вецко
Ґабріеле Вецко (нім. Gabriele Wetzko, 28 серпня 1954) — німецька плавчиня.
Срібна медалістка Олімпійських Ігор 1968, 1972 років.